# Lijst van burgemeesters van Sint Anthonis
Dit is een lijst van burgemeesters van de Nederlandse gemeente Sint Anthonis in de provincie Noord-Brabant sinds de oprichting van deze gemeente op 1 januari 1994.
| Ambtsperiode                        | Naam burgemeester                    | Partij of stroming        | Bijzonderheden |
| ----------------------------------- | ------------------------------------ | ------------------------- | -------------- |
| 1994-1997                           | A.M.G. (Toine) Gresel                | CDA                       |                |
| 1998                                | P.J.J. (Paul) Verhoeven              | Welzijn Voor Iedereen/VVD | waarnemend     |
| 10 maart 1998 - 1 november 2009     | J.M.J. (Jos) Verbeeten               | CDA                       |                |
| 1 november 2009 - 30 maart 2010     | J.M.P.J. (José) van Gorp-van der Ven | geen                      | waarnemend     |
| 30 maart 2010 - 7 november 2019     | M.L.P. (Marleen) Sijbers             | VVD                       |                |
| 15 november 2019 - 31 december 2021 | M.A. (Marcel) Fränzel                | D66                       | waarnemend     |